# 中国語由来のスペイン語の単語
本頁では、中国語由来のスペイン語の単語に就いて述べる。

## 単語
- Biombo ･･･屏風の事。中国語の屏風が日本語の屏風に伝わり、それがポルトガル語に伝わってBiomboになった事に由来する。中国語で屏は仕切り・衝立の意味で、風は風の意味である。

- Bonzo ･･･梵僧の事。サンスクリット語のBrāhmanasが中国語の梵僧に伝わり、それが日本語の梵僧に伝わり、更にそれがポルトガル語に伝わってBonzoになった事に由来する。中国語の梵はサンスクリット語のバラモン(聖職者の意味)の音訳で、僧の意味である僧を加えて出来た単語である。

- Cantón ･･･綿織物の事。これは古ポルトガル語のCantãoに由来する。Cantãoとは廣東の事で、廣とは地域、東とは東の意味である。畢竟するに、広東とは"東の地"という意味なのである。
- Caolín ･･･カオリナイトの事。中国南東部に位置する高嶺の丘から採られる事に由来する。Gaolingがフランス語のkaolin/caolinに伝わりそれがスペイン語のCaolínに伝わった。

- Charola ･･･トレイの事。中国語の方言の漆料(ニスを意味する 漆 に原材料を意味する 料 を足した造語)がポルトガル語に伝わりCharãoとなった事に由来する。

- China ･･･オレンジ(取り分けマンダリンオレンジ)の事で、Naranja china の略。中国史の歴代王朝である秦に由来する。Qínは1世紀にサンスクリット語のचीनを通じ、ペルシア語でچینとして伝わった。語源学的にスペイン語のchina/chinoとは無関係である。詳細はこちらを参考。

- Chinero ･･･食器棚の事、Porcelana de Chinaより。詳細は上記で述べたChinaを参考。

- Soja ･･･大豆・醤油の事。広東語の豉油か、中国語の醬油が日本語に伝わり醤油となり更にそれがオランダ語に伝わりSojaとなった事に由来する。中国語の醬油とは直訳すると"油のソース"という意味であり、広東語の豉油は豉が"発酵した大豆"、油が油の意味である。

- Soya ･･･大豆の事。オランダ語のSojaが英語のSoyaに伝わった事に由来する。詳細は上記で述べたSojaを参考。

- Té ･･･茶、チャノキの事。福建語(閩南語)の茶或いは中国語の茶に由来するが、これは諸説ある。

- Tifón ･･･台風の事。広東語の颱風が由来。ギリシア神話のTifónにも影響された。颱(中国語だと dà)は(程度を表す)凄い の意味で、風(中国語だとfēng)は"風"の意味である。

## こちらも参考
- スペイン語の歴史（英語版）

- スペイン語由来の英語の単語（英語版）